# StarCraft: Brood War
StarCraft: Brood War (с англ. — «Звёздное ремесло: Война стай») — дополнение к компьютерной игре в жанре стратегии в реальном времени StarCraft, которое было выпущено в США 30 ноября 1998 года компанией Blizzard Entertainment.
Дополнение Brood War добавило три новые кампании, продолжающие игровую историю там, где остановилось повествование оригинального StarCraft. Также каждая раса получила новые юниты, технические улучшения, музыкальные треки и тайл-изображения для карт.
Brood War была хорошо принята игровой прессой, отметившей её игровую полноценность, отличающуюся от обычного дополнения. К 31 мая 2007 года StarCraft и Brood War разошлись общим тиражом в 10 000 000 копий. Дополнение, как и оригинальная игра, стало особенно популярным в Южной Корее, где в турнирах по ней участвуют профессиональные игроки и команды.

## Игровой процесс

Группа новых юнитов терранов Валькирия (снизу и слева) атакует муталисков (красный цвет) ракетами, которые поражают несколько целей.

StarCraft предлагает игроку выбор из трёх отличных друг от друга игровых рас. Это протоссы — владеющие псионическими способностями и высокими технологиями гуманоиды, терраны — потомки переселенцев с планеты Земля, и зерги — раса существ, по своему устройству и внешнему виду напоминающих общественных насекомых.
Конечной целью большинства игровых заданий является уничтожение войск и сооружений противника. В начале миссии игрок обычно получает в своё распоряжение небольшую базу, состоящую из нескольких основных зданий, и начальный набор войск. Для создания новых боевых единиц (юнитов) и постройки новых сооружений игрок при помощи юнитов-рабочих добывает два ресурса — кристаллы и газ веспен. Игровой процесс Brood War по сравнению со StarCraft не изменился, была лишь скорректирована стоимость некоторых юнитов и добавлены новые способности, в целом изменившие игровой баланс. Например, популярная тактика раша, за которую критиковали оригинальную игру, стала менее действенной. Одиночная кампания стала сложнее: миссии стали не полностью линейными, и для их завершения стала требоваться фокусировка на стратегическую составляющую. Кроме того, в дополнении был улучшен искусственный интеллект компьютерных соперников, что повысило общий уровень игры.
В Brood War было введено семь новых юнитов. Каждая раса получила нового сухопутного юнита: зерги получили «скрытня» (Lurker, от англ. lurk — «прятаться»), который способен атаковать противников из-под земли, терраны получили «медика», лечащую союзную пехоту. Протоссы смогли использовать «тёмного тамплиера», невидимого воина ближнего боя, а из двух таких юнитов можно создать «темного архонта» — магического юнита. Также каждая раса получила по воздушному юниту, способному атаковать только воздушные цели: у зергов это «пожиратель», у протоссов — «корсар», а у терранов — «валькирия».

## Синопсис

### Сеттинг
События Brood War происходят в XXVI веке. В отдалённой от Земли области Млечного Пути — секторе Копрулу — существовало межзвёздное государство терранов (потомков людей Земли, сосланных с родной планеты за различные преступления) — Конфедерация. Сюжет оригинального StarCraft повествует о войне между протоссами и зергами, в которую оказались втянуты и терраны. Война окончилась гибелью повелителя зергов Сверхразума на родной планете протоссов Айуре.
Спустя два дня после окончания StarCraft начинаются события Brood War. Без Сверхразума власть над зергами досталась нескольким церебралам, решившим восстановить власть над всем Роем. После открытия существования инопланетной жизни в секторе Копрулу, Объединенный Земной Директорат (ОЗД) решает отправить туда экспедиционный корпус для устранения потенциальной угрозы Земле.

### Персонажи
Игрок в ходе игровой кампании принимает на себя роль одного из трёх анонимных персонажей. В первой кампании игрок становится Вершителем протоссов, как и в оригинальном StarCraft. Его командирами становятся прелат тёмных тамплиеров Зератул и судья Алдарис, забывшие о прошлых разногласиях ради спасения своего народа от зергов. К ним присоединяется Джим Рейнор, воюющий против Доминиона терранов, Артанис — молодой претор из касты тамплиеров, а также матриарх тёмных тамплиеров Рашжагал.
Вторая кампания ведётся от лица офицера экспедиционного флота ОЗД в звании капитана, служащего адмиралу Жерару Дюгаллю и вице-адмиралу Алексею Стукову. Для захвата сектора ОЗД планирует уничтожить Доминион терранов вместе с его императором Арктуром Менгском, в чём им помогает загадочный местный «призрак» Самир Дюран.
В финальной кампании игрок становится церебралом зергов, подконтрольным Саре Керриган. Она решает уничтожить ОЗД, для чего создаёт хрупкую коалицию из протоссов и войск Рейнора и Менгска. После победы она разворачивает свою армию на бывших союзников, после чего становится доминирующей силой в секторе Копрулу.

### Сюжет
Игра разделена на три эпизода, по одному на каждую расу. Сюжет дополнения подаётся через руководство к игре, брифинги к каждой миссии и диалоги непосредственно в них, а также ролики после окончания каждой из кампаний.

#### Эпизод IV (Противостояние)
Командующие протоссов Вершитель (персонаж игрока), Алдарис, Зератул и недавно получивший повышение претор Артанис эвакуируют свой народ с опустошённого Айура (в этом им помогли Феникс и Джим Рейнор) через врата искривления в главную колонию тёмных тамплиеров на Шакурасе, где их принимает матриарх тёмных тамплиеров Рашжагал. Зерги преследуют протоссов и на этой планете, и командование принимает решение использовать для их уничтожения древний храм зел-нага — расы, подарившей жизнь протоссам и зергам. Чтобы активировать его, необходимо найти два древних кристалла — Урадж и Кхалис, находящихся на планетах Браксис и Чар, и доставить их в храм зел-нага. Для этого протоссам приходится объединить усилия с Сарой Керриган, предложившей им союз ради уничтожения нового Сверхразума на планете Чар. За время отсутствия Зератула и Артаниса, Алдарис поднимает восстание против тёмных тамплиеров из-за их альянса с Керриган. Войска Вершителя подавляют мятеж, а Алдариса убивает сама Сара, преследовавшая собственные цели — получить контроль над максимальным количеством зергов, оставшихся без Сверхразума. Разорвав союз с ней, Зератул и Артанис активируют храм зел-нага, и уничтожают всех зергов на Шакурасе.

#### Эпизод V (Стальной кулак)

Внутриигровые видео использовались в ключевых моментах сюжета одиночной кампании. На кадре — фрагмент пропагандистского ролика ОЗД, завершающего эпизод V.

Прибыв в сектор Копрулу для установления власти Объединённого Земного Директората над планетами терранов, войска землян под командованием адмирала Жерара Дюгалля и вице-адмирала Алексея Стукова сталкиваются с сопротивлением новообразованного Доминиона терранов. К ним выражает желание присоединиться лейтенант Самир Дюран, офицер павшей Конфедерации, возглавляющий сопротивление против Доминиона, и вице-адмирал Алексей Стуков назначает его своим специальным советником. ОЗД вскоре обнаруживает на бывшей столице Конфедерации Тарсонисе пси-аннулятор — устройство, нарушающее связь стай зергов с управляющими особями. Хотя лейтенант Дюран убеждает адмирала Дюгалля разрушить его, якобы чтобы он не достался Менгску, Стуков втайне не допускает этого. ОЗД начинает вторжение на Корхал IV — главную планету Доминиона, где неназванный по имени капитан войск землян (в его роли выступает игрок) побеждает армию Арктура Менгска, но самого императора спасает флот протоссов в союзе с Джимом Рейнором. Директорат преследует Рейнора и Менгска до родного мира протоссов Айура, но те сбегают, когда Дюран отводом своих сил позволяет зергам помешать операции. Стуков осознаёт, что Дюран — вражеский шпион-саботажник, и возможно, даже заражённый зергами. Вице-адмирал восстанавливает пси-аннулятор на Браксисе, но Дюгалль не знает о его истинных планах, и считает Стукова предателем. Капитан помогает Дюрану выследить Стукова, но тому перед смертью удаётся показать истинную сущность Дюрана, и капитан предотвращает уничтожение пси-аннулятора. В результате ОЗД удаётся захватить и поработить новый Сверхразум, тем самым получив контроль над многими стаями зергов и став доминантной силой во всём секторе.

#### Эпизод VI (Королева Клинков)
В финальной кампании Brood War церебрал (персонаж игрока) помогает Саре Керриган уничтожить экспедиционный корпус ОЗД. Для разрушения пси-аннулятора Керриган и Самир Дюран заключают союз с войсками Джима Рейнора, Арктура Менгска и протоссами претора Феникса. После уничтожения устройства, зерги нападают на Корхал, быстро отбив планету у Директората.
Затем Керриган предаёт своих союзников, и уничтожает большую часть войск разбитого ОЗД Доминиона, также убив Феникса и генерала Эдмунда Дюка. Разъярённый Рейнор отступает, поклявшись однажды найти Керриган и прикончить собственными руками. После этого, Керриган вместе с Дюраном отправляется на Шакурас, где похищает Рашжагал, чтобы шантажом заставить Зератула убить Сверхразум. Так Керриган становится единственной повелительницей зергов. Зератул пытается спасти матриарха, но игрок не даёт ему сделать этого, и тогда тёмный прелат убивает её, так как она стала марионеткой Керриган. Покинув Чар в поисках Артаниса, Зератул обнаруживает лабораторию, где Дюран, не ставя в известность Керриган, создаёт гибриды зергов и протоссов, и планирует с их помощью захватить галактику. И в то же время на зергов нападают объединённые войска Доминиона, ОЗД и флота протоссов под командованием Артаниса. Несмотря на численное превосходство противников, Керриган одерживает безоговорочную победу.
Эпилог указывает, что Керриган позволила уцелевшим кораблям ОЗД отправиться в сторону Земли, дав им небольшую фору, после чего отправила в погоню Рой. Ни один из кораблей не смог вернуться на Землю, чтобы сообщить о произошедших событиях. Незадолго до этого, адмирал Дюгалль отправил последнее сообщение своей семье, после чего застрелился. 
Также в эпилоге указывается, что Арктур Менгск со своим разбитым флотом вернулся на Корхал, чтобы оправиться от поражения и заняться восстановлением Доминиона терранов. Артанис и выжившие протоссы вернулись на Шакурас, надеясь возродить свою некогда славную цивилизацию. Дороги Зератула и Джима Рейнора разошлись и с тех пор никто о них не слышал. Керриган же стала безраздельной владычицей полчищ зергов, но её не покидало чувство, что на сектор Копрулу надвигалась куда более страшная угроза.

## Создание игры
Разработка Brood War началась вскоре после выпуска StarCraft в 1998 году, о чём было объявлено после выхода первых двух дополнений: Insurrection и Retribution. Большая часть команды Blizzard Entertainment, участвовавшая в разработке StarCraft, приняла участие в создании Brood War. В этом им помогали сотрудники Saffire, занимавшиеся программированием и проектированием уровней, а также визуальными и аудио эффектами. Согласно игровому продюсеру Шэйну Дабири, в Brood War было уделено большее внимание к представлению сюжета с помощью геймплея. Он заметил, что цели миссий также начнут отражать историю, а не просто будут посвящены уничтожению врага. Первоначально выпуск был намечен в США на октябрь 1998 года, но потом он был перенесён на 30 ноября.
Как и в предшественнице, играть в Brood War по сети возможно через TCP/IP, IPX/SPX, модем и игровой сервис Blizzard Entertainment — Battle.net, сочетающем функции игровых серверов, менеджера личной игровой учётной записи, интернет-магазина для оплаты игровых услуг.
В марте 2017 года Blizzard сообщила о планах сделать бесплатными оригинальный StarCraft и дополнение Brood War, попутно исправив ряд ошибок и введя защиту от читерства. Через месяц состоялся выход искомого обновления. Вскоре после этого Blizzard выпустила переиздание StarCraft: Remastered, объединяющее в себе оригинальный StarCraft и дополнение Brood War и содержащее улучшения графики, музыки, звука и игрового процесса.

## Культурное значение
| Сводный рейтинг         | Сводный рейтинг             |
| Агрегатор               | Оценка                      |
| ----------------------- | --------------------------- |
| GameRankings            | 95 % (основан на 4 обзорах) |
| MobyRank                | 87 %(основан на 21 обзоре)  |
| Иноязычные издания      |                             |
| Издание                 | Оценка                      |
| AllGame                 | 4,5/5                       |
| CGW                     | 5/5                         |
| GameRevolution          | B-                          |
| GameSpot                | 9,1/10                      |
| IGN                     | 8/10                        |
| PC Zone                 | 8,9/10                      |
| The Cincinnati Enquirer | 3,4/4                       |
| Русскоязычные издания   |                             |
| Издание                 | Оценка                      |
| «Игромания»             | 9,5/10                      |
| Награды                 |                             |
| Издание                 | Награда                     |
| Computer Gaming World   | Дополнение года             |
| GameSpot                | Лучшее дополнение           |

### Реакция игровой прессы
StarCraft: Brood War получил в основном положительные рецензии, согласно агрегатору Game Rankings, рейтинг игры составляет 95 %.
Журнал PC Zone дал Brood War рецензию, оценивающую игру как «определенно стоившую ожидания». Обозреватель похвалил добавление новых юнитов и изменение баланса, сильно изменившие оригинальный StarCraft, а также отметил кинематографичность внутриигрового видео, которое позволяет «чувствовать себя частью истории».
IGN охарактеризовал Brood War как «заботливо созданное» дополнение, «с избытком новых особенностей, удовлетворяющих даже самых придирчивых игроков». Заявив о том, что этого «достаточно для обогащения игровой сути без потери хорошего отношения к ней», IGN выразил опасения по поводу трудности игры: «Сложность Brood War на порядок выше чем у StarCraft. [Игроки получат] достаточно времени для ознакомления с новыми юнитами до того, как противник начнёт атаковать.» Однако IGN отметил «захватывающий» сюжет и выделил изменённый многопользовательский режим, как «одну из лучших особенностей» игры, в конечном счёте описав игру как «впечатляющую».
GameSpot также положительно оценил игру, заметив, что созданное дополнение «содержит в себе проработанность, тонкость и изобретательность настоящего сиквела» который «полностью оживил» оригинальную игру. Рецензент также похвалил «на вид незначительные, но весьма существенные модификации» игрового баланса, также выделив музыкальную и звуковую составляющие Brood War и охарактеризовав актёрскую работу как «полностью убедительную». Обозреватель заключил, что Brood War — «более чем достойный преемник StarCraft и одно из лучших дополнений к компьютерным играм», и GameSpot наградил игру наградой как «Лучшее дополнение» к компьютерной игре.
Обзор The Cincinnati Enquirer похвалил Brood War за новый контент, отметив усилия, затраченные на его создание. Указав на повышенную сложность и успешный режим для нескольких игроков, The Cincinnati Enquirer заключил, что Brood War является «стоящим выбором».
Однако игровая пресса не была единодушна. Game Revolution описал игровой процесс как «почти во всём идентичный StarCraft», выказав смешанные чувства к новым юнитам. Рецензент также заявил, что «сценарии не так хороши, как игровые улучшения», и охарактеризовал улучшения многопользовательского режима как малозначимые.

### Наследие
После выхода StarCraft наряду с дополнением Brood War быстро обрёл популярность в Южной Корее, где стал популярной киберспортивной дисциплиной. Матчи по этим играм начали транслировать три киберспортивных телевизионных канала, а местные профессиональные игроки стали медиазнаменитостями. Это позволило знаменитому игроку Лим Ё Хвану, более известному под псевдонимом SlayerS_`BoxeR`, стать обладателем фан-клуба, состоящего из более чем 600 000 человек. Некоторые из игроков благодаря выигранным турнирам смогли подписать телевизионные и спонсорские контракты. Профессиональный игрок за Терранов Ли Юн Ёль, известный как Red_NaDa, сообщил о том, что в 2005 году его доходы составили 200 000 долларов. Уровень развития киберспорта игры достиг того, что профессиональные игроки при подготовке к профессиональным турнирам стали ежедневно тренироваться по несколько часов, оттачивая свои приёмы и тактики. В апреле 2009 года для облегчения межуниверситетских соревнований, в США была сформирована Collegiate Star League.